# Молочная промышленность

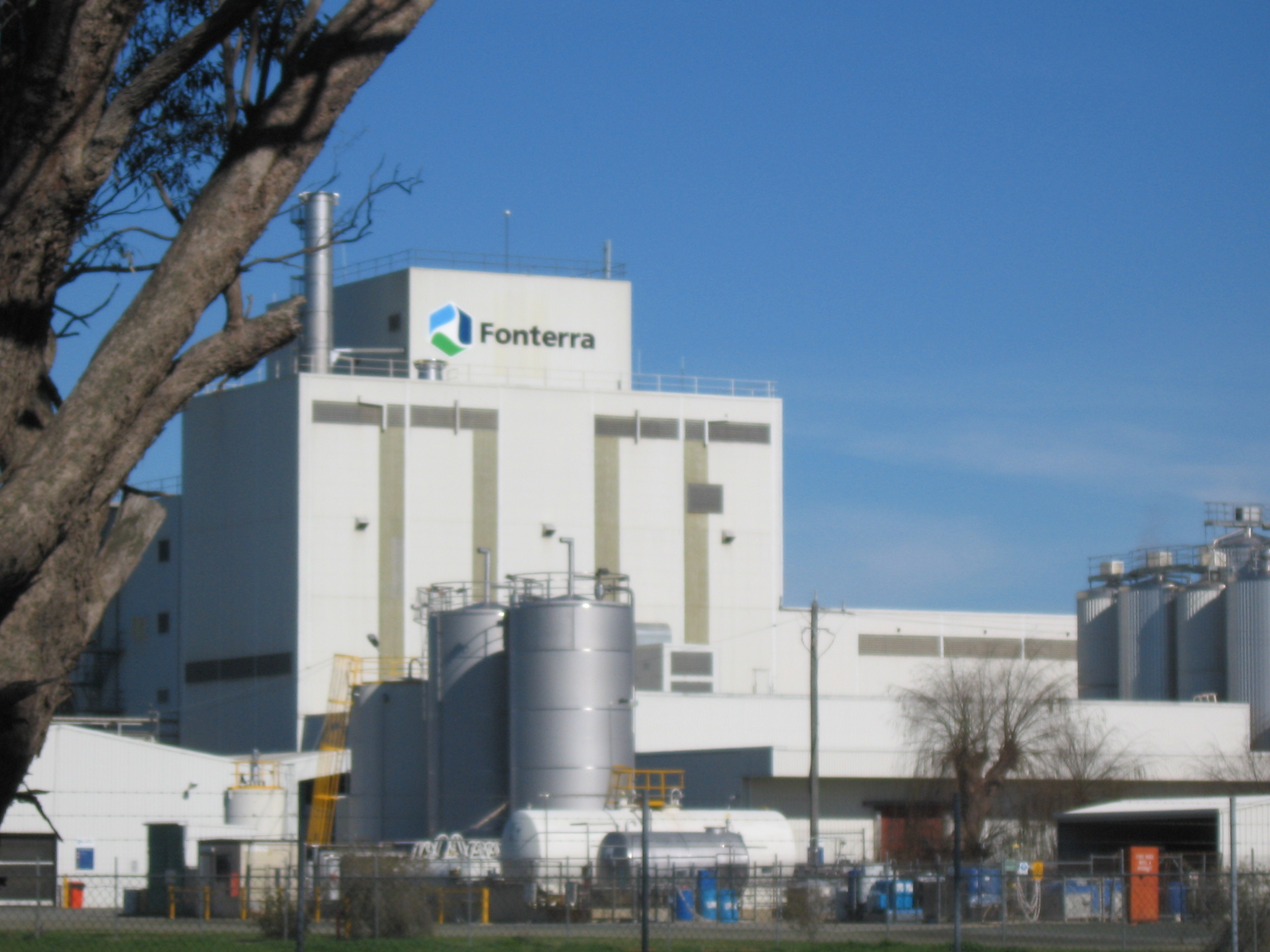
Молокозавод компании "Фонтерра" в г. Стэнхоуп, Австралия

Молочная промышленность — отрасль пищевой промышленности, объединяющая предприятия по выработке из молока различных молочных продуктов. В состав промышленности входят предприятия по производству животного масла, цельномолочной продукции, молочных консервов, сухого молока, сыра, брынзы, мороженого, казеина и другой молочной продукции.

## История
В дореволюционной России переработка молока велась в основном кустарно. В 1913 промышленная выработка животного масла составила 129 тыс. т, общая переработка молока промышленным путём - 2,3 млн т.

### Советский довоенный период
Молочная промышленность в СССР являлась крупной отраслью. Она получила большое развитие уже в 1930-е годы, когда в результате индустриализации страны и коллективизации сельского хозяйства были созданы условия для организации государственных закупок и промышленной переработки молока. В этот период были построены крупные молочные комбинаты в Москве, Ленинграде, Угличе, Сочи, Кисловодске, Свердловске, Куйбышеве и других городах, оснащенные новейшей техникой.

### Состояние молочной промышленности СССР в 1972 году

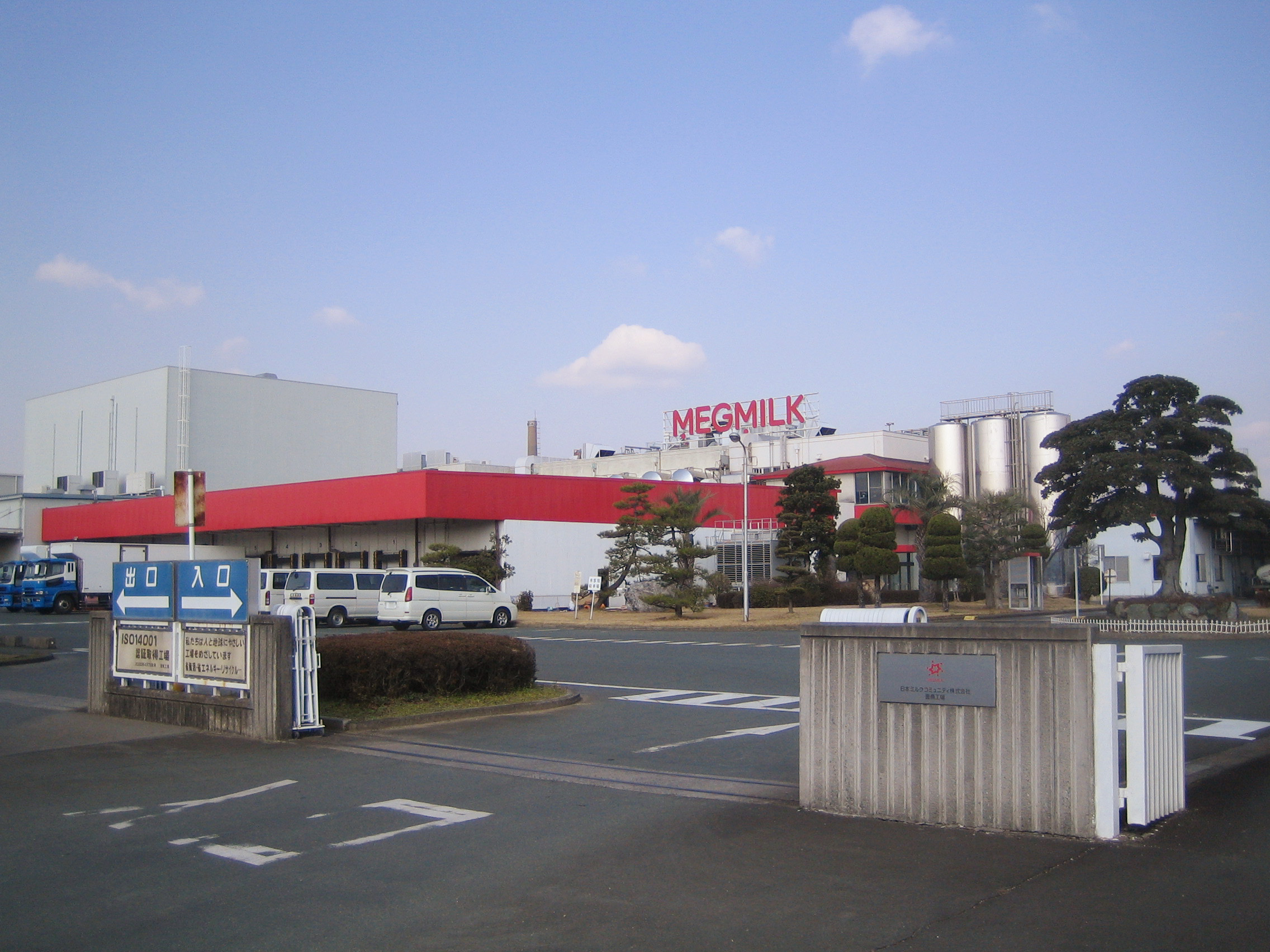
Молокозавод в г. Кодзакаи, Япония

- В 1972 году в СССР имелось свыше 2300 маслосыродельных и молочных промышленных предприятий, состоявших на самостоятельном балансе.
- В составе отрасли имелось 50 крупных, технически оснащенных и высокомеханизированных молочно-консервных комбинатов, которые вырабатывали в год свыше 1 млрд банок сгущенного и 150 тыс. т сухого молока (цельного и обезжиренного).
- Предприятия молочной промышленности СССР переработали в 1972 около 60% производимого в стране молока.
- Общая численность промышленно-производственного персонала, занятого в отрасли, составляла 350 000, в том числе инженерно-технических работников - 36 000.
- Выпускалось около 250 видов продукции, из них свыше 120 видов цельномолочной, около 100 видов сыров, до 20 наименований молочных консервов (сухих и сгущенных).
- Освоено производство многих видов молочных продуктов: белкового молока, сухих продуктов для детского питания и др. 47% молока и других цельномолочных продуктов выпущено в расфасованном виде.
- Общая стоимость всей произведённой за год маслосыродельной и молочной продукции составила более 11 миллиардов рублей
- в 1972 предприятиями отрасли выработано 
  - 19,9 миллионов тонн молочных продуктов (молока, сметаны, творога, кефира и др.) в пересчёте на молоко,
  - 1081 тыс. т животного масла,
  - 483 тыс. т жирных сыров и брынзы,
  - 1169 млн условных банок молочных консервов,
  - 167 тыс. т сухого цельного молока, сухих сливок и сухих смесей для мороженого;
  - 72 тыс. т сухого обезжиренного молока и сухой пахты,
  - 31 тыс. т заменителей цельного молока для выпойки молодняка животных.
- Всего было переработано промышленностью свыше 48 миллионов тонн молока; (в 1973 - около 52 миллионов тонн).

По объёмам валового производства молока и животного масла и промышленной переработки молока СССР занимал 1-е место в мире. Преобладали предприятия мощностью по переработке 50-200 тонн молока в сутки, имеются и более крупные (500-1000 тонн в сутки).

## Настоящее время
Современные молочные комбинаты или заводы осуществляют комплексную переработку сырья, выпускают широкий ассортимент продукции, оснащены механизированными и автоматизированными линиями по розливу продукции в бутылки, пакеты и другие виды тары, пастеризаторами и охладителями, сепараторами, выпарными установками, сыроизготовителями, автоматами по расфасовке продукции.
Примечательно то, что в настоящее время всё большую популярность среди представителей малого и среднего бизнеса приобретают мини-заводы по производству молока и кисломолочных продуктов. Такие заводы можно разместить на территории небольшого поселения, военного городка или фермы. Подобные мини-цехи производятся на заводе-изготовителе полностью готовыми к работе. То есть цех снабжён системами холодного и горячего водоснабжения, электропитания, канализацией, отоплением, вентиляцией, кондиционированием, а также укомплектованы всем необходимым производственным и упаковочным оборудованием. В основу комплектации подобных цехов положен принцип модульности, то есть его можно собрать как конструктор из нужных частей, не добавляя ничего лишнего.  Таким образом, в настоящее время фермеры могут составить конкуренцию заводам-монополистам в своём регионе, так как такое мини-производство требует значительно меньших затрат по сравнению с крупным заводом. Это связано и с издержками на транспортировку сырья, и на оплату труда работникам и т. д. К тому же фермеры имеют возможность переработать собственное сырьё без участия посредников.

### Производство молока в России
Производство молока в России за 9 месяцев 2021 года выросло на 0,5% по сравнению с показателем за аналогичный период 2020 года, до 4,1 млн тонн. Об этом говорится в материалах Росстата. "Молока в сентябре выпущено 454 тыс. т, что на 2,1% больше, чем в сентябре 2020 года, и на 1,2% меньше, чем в августе 2021 года. Производство молока за девять месяцев 2021 года составило 4,1 млн тонн, что на 0,5% выше, чем за аналогичный период прошлого года".
| Год  | Количество, млн. тонн | Годовой прирост, % | Источник    |
| ---- | --------------------- | ------------------ | ----------- |
| 1990 | 55,715                |                    | [ 2 ]       |
| 1995 | 39,240                | ▼-29,57 %          | [ 2 ]       |
| 2000 | 32,259                | ▼-17,79 %          | [ 2 ]       |
| 2001 | 32,874                | ▲ 1,91 %           | [ 2 ]       |
| 2002 | 33,462                | ▲ 1,79 %           | [ 2 ]       |
| 2003 | 33,315                | ▼-0,44 %           | [ 2 ]       |
| 2004 | 31,861                | ▼-4,36 %           | [ 2 ]       |
| 2005 | 31,069                | ▼-2,49 %           | [ 2 ]       |
| 2006 | 31,339                | ▲ 0,87 %           | [ 2 ]       |
| 2007 | 31,988                | ▲ 2,07 %           | [ 2 ]       |
| 2008 | 32,262                | ▲ 0,86 %           | [ 2 ]       |
| 2009 | 32,570                | ▲ 0,95 %           | [ 2 ]       |
| 2010 | 31,847                | ▼-2,22 %           | [ 2 ]       |
| 2011 | 31,204                | ▼-2,02 %           | [ 3 ]       |
| 2012 | 31,197                | ▼-0,02 %           | [ 3 ]       |
| 2013 | 29,865                | ▼-4,27 %           | [ 3 ]       |
| 2014 | 29,995                | ▲ 0,44 %           | [ 3 ]       |
| 2015 | 29,887                | ▼-0,36 %           | [ 4 ] [ 3 ] |
| 2016 | 29,787                | ▼-0,33 %           | [ 4 ] [ 3 ] |
| 2017 | 30,185                | ▲ 1,35 %           | [ 4 ] [ 3 ] |
| 2018 | 30,611                | ▲ 1,41 %           | [ 4 ] [ 3 ] |
| 2019 | 31,360                | ▲ 2,45 %           | [ 4 ] [ 3 ] |
| 2020 | 32,225                | ▲ 2,76 %           | [ 4 ] [ 3 ] |